# EPA-traktor

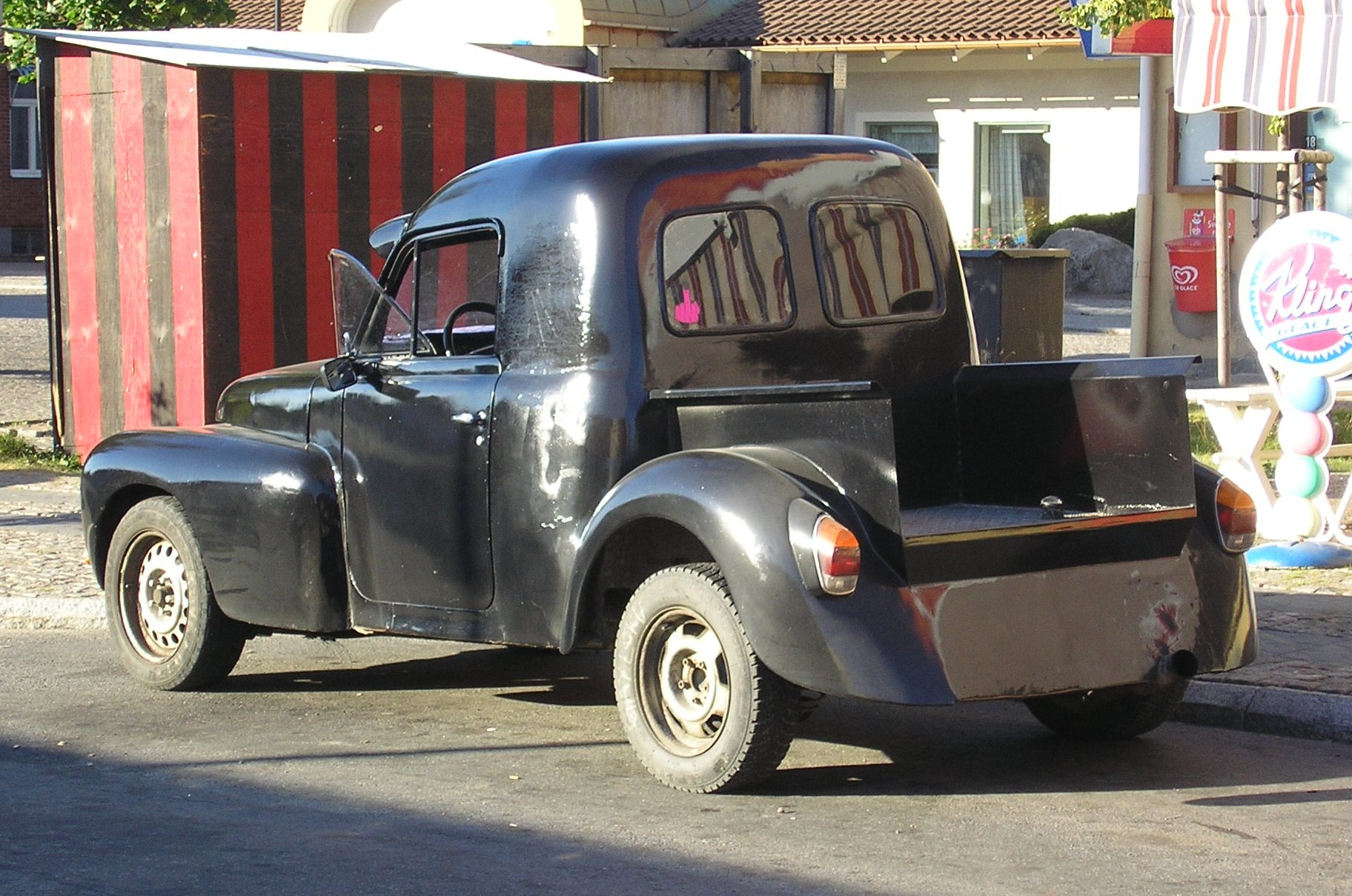
Un EPA-traktor moderno

L'EPA-traktor è un veicolo derivato dalla fusione tra un trattore ed un pick-up, sviluppato in Svezia durante il XX secolo.

## Storia
Durante la seconda guerra mondiale, la carenza di trattori in Svezia portò allo sviluppo del cosiddetto trattore "EPA" (il cui nome derivava da quello di una catena di discount ed era un termine utilizzato per indicare qualcosa che manca in termini di qualità). Un trattore EPA era semplicemente un'automobile (il più delle volte un pick-up) cui venivano tolti i sedili posteriore per poi essere segata all'altezza degli stessi (la silhouette, infatti, risulta monca).
Dopo la guerra rimase popolare non come un mezzo agricolo ma come un modo per i giovani senza patente di possedere qualcosa di simile ad una macchina.

## Dopoguerra
Secondo la legislazione svedese questo tipo di veicoli è legalmente considerato come un trattore, che può essere guidato dai 16 anni in su (dal 2013 l'età è stata ulteriormente abbassata a 15 anni); gli EPA-traktor sono diffusi tra gli adolescenti del Paese, fra i quali risulta secondaria la limitazione a 30 chilometri orari della velocità massima.
È d'uso personalizzare gli EPA-traktor in modi stravaganti e particolari, in maniera analoga a quanto avviene per le hot rod americane.
La Volvo Duett è stato, per lungo tempo, il modello principale scelto per la conversione in EPA-traktor. Tuttavia non era un modello troppo diffuso, per cui col tempo i giovani si sono spostati su altri modelli, sempre Volvo.